# Cofap
La société Cofap est un groupe industriel brésilien, équipementier automobile, dont le siège social est implanté à Mauá dans l'État de São Paulo qui fait partie du groupe italien Magneti Marelli depuis 1998.
C'est la seule division indépendante dont le siège mondial est situé hors d'Italie. C'est le producteur d'amortisseurs leader sur le marché en équipement d'origine, avec plus de 70 % des automobiles équipées.
Ses principaux produits sont les amortisseurs structurels, amortisseurs mono-tubulaires,  absorbeurs d'énergie de choc, amortisseurs conventionnels et ressorts à gaz.
C'est un fabricant reconnu dans le monde pour ses produits novateurs liés à une part importante consacrée à la recherche et au développement comme les amortisseurs mono-tubulaires avec contrôle électronique de la puissance de choc, qui agit comme un système auxiliaire pour réduire inclinaison du véhicule.
Le groupe possède des usines de production à Lavras (État du Minas Gerais), Santo André (São Paulo) (État de São Paulo) et Mauá (État de São Paulo) et le plus grand centre de recherche et développement d'Amérique latine, à Mauá.
En 1998, le groupe Cofap a été racheté par l'équipementier italien Magneti-Marelli, filiale de Fiat S.p.A.